# Alfred Darjou
Henri Alfred Darjou (Parigi, 1832 – Parigi, 1874) è stato un pittore e disegnatore francese.
Alfred Darjou nacque a Parigi nel 1832, figlio di Vittorio Darjou, pittore ritrattista. Studiò con suo padre e sotto Léon Cogniet, ed ha esposto per la prima volta al Salon nel 1853. Da quel momento in poi, quasi ogni anno ha inviato le sue opere alla mostra parigina.
Darjou è tuttavia conosciuto per le numerose illustrazioni fatto per L'Illustration e per Le Monde illustré.
Morì a Parigi nel 1874.